# U-23サッカー日本代表の試合結果
U-23サッカー日本代表の試合結果（アンダートゥエンティスリーサッカーにほんだいひょうのしあいけっか）は、U-23サッカー日本代表が出場した試合の一覧である。
日本サッカー協会は、2007年に日本代表チームデータベース検討委員会を立ち上げ日本代表の過去の試合について対戦相手や出場選手などを確定させる作業を行い、その結果1923年5月23日に大阪市立運動場で行われた第6回極東選手権競技大会のフィリピン戦を最初の国際Aマッチと認定した。以下の一覧は、日本サッカー協会の認定に基づいている。
オリンピックについてFIFAは、原則として1952年ヘルシンキオリンピック以降の試合は国際Aマッチと認定していない。一方日本サッカー協会は、23歳以下の選手による大会になる前の1988年ソウルオリンピックまでの試合については、プロリーグの存在しない国・地域の、年齢制限のないオリンピック代表チームとの試合は国際Aマッチと認定している。

## 歴代監督
カッコ内は指揮をとった試合数。
1. 大岩剛[3]

## 試合日程・結果

### 2023年
2023年では、この年代はU-22代表となる。
| 開催日   | 結果 | スコア         | 対戦チーム     | 開催地                      | 試合名                 |
| -------- | ---- | -------------- | -------------- | --------------------------- | ---------------------- |
| 3月24日  | △    | 2 - 2 レポート | ドイツ         | フランクフルト              | 国際親善試合           |
| 3月27日  | ●    | 2 - 3 レポート | ベルギー       | ムルシア                    | 国際親善試合           |
| 6月10日  | ○    | 2 - 0 レポート | イングランド   | イングランド (非公開)       | 国際親善試合           |
| 6月14日  | △    | 0 - 0 レポート | オランダ       | ウィーナー・ ノイシュタット | 国際親善試合           |
| 9月7日   | ○    | 6 - 0 レポート | パキスタン     | アラド                      | U23アジアカップ (予選) |
| 9月10日  | ○    | 1 - 0 レポート | パレスチナ     | アラド                      | U23アジアカップ (予選) |
| 9月13日  | △    | 0 - 0 レポート | バーレーン     | アラド                      | U23アジアカップ (予選) |
| 9月20日  | ○    | 3 - 1 レポート | カタール       | 杭州                        | 2022年アジア競技大会   |
| 9月25日  | ○    | 1 - 0 レポート | パレスチナ     | 杭州                        | 2022年アジア競技大会   |
| 9月28日  | ○    | 7 - 0 レポート | ミャンマー     | 杭州                        | 2022年アジア競技大会   |
| 10月1日  | ○    | 2 - 1 レポート | 北朝鮮         | 杭州                        | 2022年アジア競技大会   |
| 10月4日  | ○    | 4 - 0 レポート | 香港           | 杭州                        | 2022年アジア競技大会   |
| 10月7日  | ●    | 1 - 2 レポート | 韓国           | 杭州                        | 2022年アジア競技大会   |
| 10月14日 | ○    | 4 - 1 レポート | メキシコ       | フェニックス                | 国際親善試合           |
| 10月17日 | ●    | 1 - 4 レポート | アメリカ合衆国 | フェニックス                | 国際親善試合           |
| 11月18日 | ○    | 5 - 2 レポート | アルゼンチン   | 静岡                        | 国際親善試合           |

出典:試合日程・結果 (2023年), 日本サッカー協会

### 2024年
2024年では、この年代はU-23代表となる。
| 開催日  | 結果     | スコア         | 対戦チーム       | 開催国 ・都市                 | 試合名                                    | ハイライト動画 |
| ------- | -------- | -------------- | ---------------- | ----------------------------- | ----------------------------------------- | -------------- |
| 3月22日 | ●        | 1 - 3 レポート | マリ             | 日本 亀岡                     | 国際親善試合                              | JFATV          |
| 3月25日 | ○        | 2 - 0 レポート | ウクライナ       | 日本 北九州                   | 国際親善試合                              | JFATV          |
| 4月16日 | ○        | 1 - 0 レポート | 中華人民共和国   | カタール ドーハ               | AFC U23アジアカップ ・グループステージ    | AFC Asian Cup  |
| 4月19日 | ○        | 2 - 0 レポート | アラブ首長国連邦 | カタール ドーハ               | AFC U23アジアカップ ・グループステージ    | AFC Asian Cup  |
| 4月22日 | ●        | 0 - 1 レポート | 韓国             | カタール ドーハ               | AFC U23アジアカップ ・グループステージ    | AFC Asian Cup  |
| 4月25日 | ○        | 4 - 2 レポート | カタール         | カタール ドーハ               | AFC U23アジアカップ ・準々決勝            | AFC Asian Cup  |
| 4月29日 | ○        | 2 - 0 レポート | イラク           | カタール ドーハ               | AFC U23アジアカップ ・準決勝              | AFC Asian Cup  |
| 5月3日  | ○        | 1 - 0 レポート | ウズベキスタン   | カタール ドーハ               | AFC U23アジアカップ ・決勝                | AFC Asian Cup  |
| 6月7日  | (非公開) | (非公開)       | アメリカ合衆国   | アメリカ合衆国 カンザスシティ | 国際親善試合                              | (非公開)       |
| 6月11日 | ○        | 2 - 0 レポート | アメリカ合衆国   | アメリカ合衆国 カンザスシティ | 国際親善試合                              | JFATV          |
| 7月17日 | △        | 1 - 1 レポート | フランス         | フランス トゥーロン           | 国際親善試合                              | JFATV          |
| 7月24日 | ○        | 5 - 0 レポート | パラグアイ       | フランス ボルドー             | 2024年パリオリンピック ・グループステージ |                |
| 7月27日 | ○        | 1 - 0 レポート | マリ             | フランス ボルドー             | 2024年パリオリンピック ・グループステージ |                |
| 7月30日 | ○        | 1 - 0 レポート | イスラエル       | フランス ナント               | 2024年パリオリンピック ・グループステージ |                |
| 8月2日  | ●        | 0 - 3 レポート | スペイン         | フランス リヨン               | 2024パリオリンピック ・準々決勝           |                |

出典:試合日程・結果 (2024年), 日本サッカー協会

### 2025年
2025年では、この年代はU-22代表となる。
| 開催日  | 結果 | スコア         | 対戦チーム     | 開催国 ・都市               | 試合名                     | ハイライト動画               |
| ------- | ---- | -------------- | -------------- | --------------------------- | -------------------------- | ---------------------------- |
| 7月25日 | ○    | 5 - 1 レポート | サウジアラビア | ウズベキスタン タシュケント | Mirabror Usmanov Cup       | UZBEKISTAN FA （フルマッチ） |
| 7月28日 | ○    | 2 - 0 レポート | ウズベキスタン | ウズベキスタン タシュケント | Mirabror Usmanov Cup       | UZBEKISTAN FA （フルマッチ） |
| 9月3日  |      | - [ レポート]  | アフガニスタン | ミャンマー ヤンゴン         | AFC U23アジアカップ ・予選 |                              |
| 9月6日  |      | - [ レポート]  | ミャンマー     | ミャンマー ヤンゴン         | AFC U23アジアカップ ・予選 |                              |
| 9月9日  |      | - [ レポート]  | クウェート     | ミャンマー ヤンゴン         | AFC U23アジアカップ ・予選 |                              |

出典:試合日程・結果 (2025年), 日本サッカー協会